# Corne magnétique
Pour les articles homonymes, voir horn.

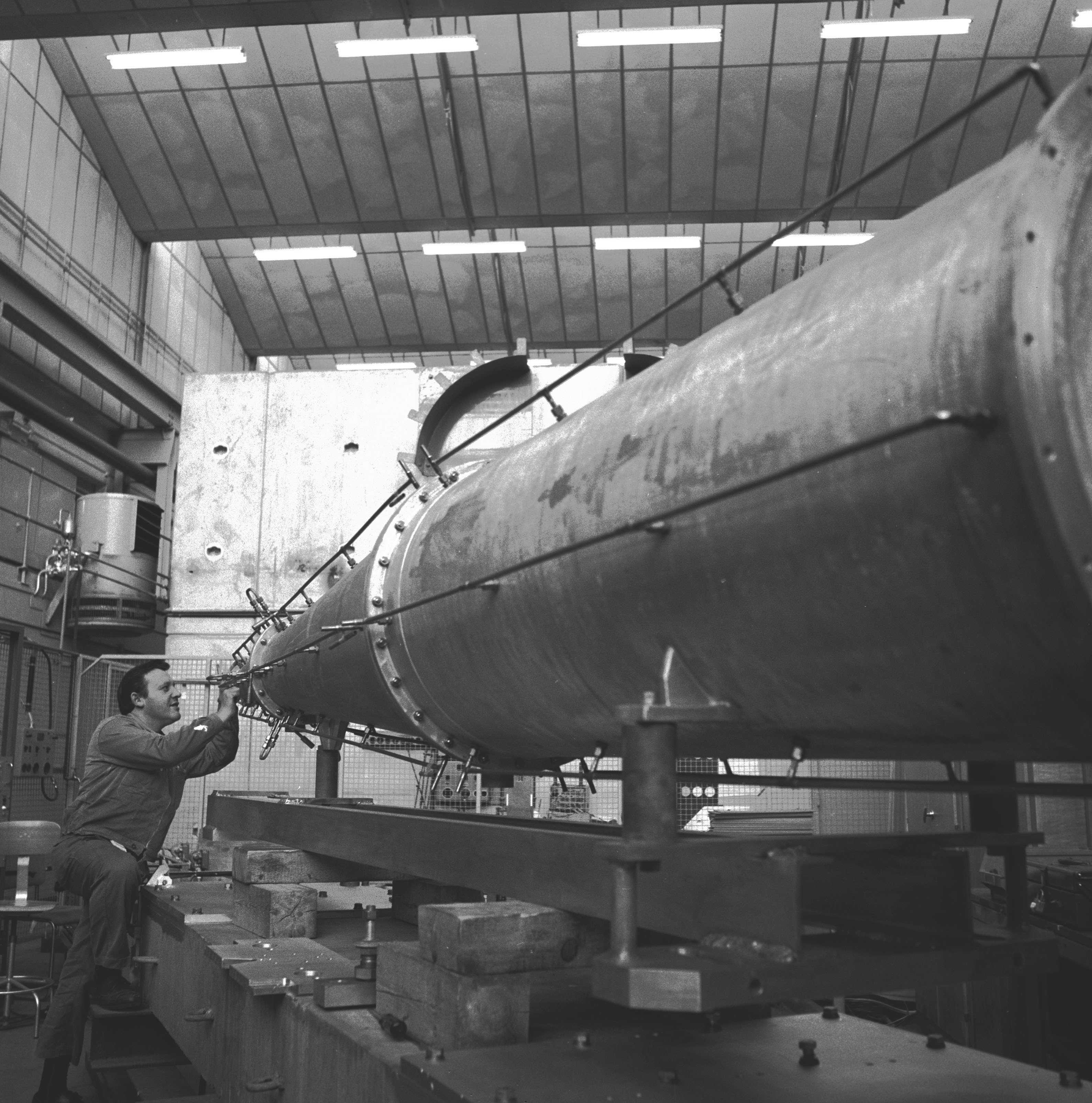
corne magnétique

Une corne magnétique, aussi connue sous le nom de corne de Van der Meer (du nom de son inventeur, le physicien danois Simon van der Meer au CERN) est un dispositif expérimental utilisé dans la génération de faisceaux de neutrinos. Elle permet de focaliser dans une direction les particules chargées dont la désintégration produit les neutrinos.

## Description
La production d'un faisceau de neutrinos consiste généralement à diriger des protons sur une cible fixe de matériau solide. Les protons interagissent fortement avec les noyaux de la cible, produisant une variété de hadrons secondaires. L'énergie du faisceau de protons et le matériau cible sont choisis de telle sorte que ces hadrons soient principalement des pions et des kaons. Les désintégrations de ces deux particules produisent des neutrinos. Cependant, sans cornet à neutrinos, le faisceau de neutrinos résultant est très large, à la fois géométriquement et en énergie. C'est parce que les particules secondaires sont produites à une variété d'angles et d'énergies, puis lorsqu'elles se désintègrent, les neutrinos sont à nouveau produits à une variété d'angles et d'énergies.
Les neutrinos eux-mêmes ne peuvent pas être focalisés avec des champs électriques ou magnétiques car ils sont électriquement neutres. Au lieu de cela, un ou plusieurs cornets magnétiques peuvent être utilisés pour focaliser les particules secondaires. La forme de la corne et la force du champ magnétique peuvent être réglées pour sélectionner une gamme d'énergies de particules qui doivent être mieux focalisées. De cette manière, le faisceau de neutrinos résultant est à la fois focalisé géométriquement et reçoit une gamme d'énergies choisie. Notez cependant que les désintégrations des hadrons secondaires donnent toujours une direction aléatoire aux neutrinos, de sorte que le faisceau se propagera toujours dans une certaine mesure, quel que soit le fonctionnement du cornet. 

## Utilisation notable
- Le faisceau NuMI (en), utilisé par les expériences MINOS, NOνA (en) et MINERνA (en), utilise 2 cornes magnétiques pour produire un faisceau de neutrinos de muons de 3GeV[1].
- La chambre à bulles Gargamelle, dans laquelle les premières réactions de courant neutre (en) ont été observées, utilisait un faisceau anti-neutrino de muons de 20 GeV focalisé par un seul cornet.

## Sources
- Status of a magnetic horn for a neutrino factory. Simone S. Gilardoni, G. Grawer, G. Maire, J.M. Maugain, S. Rangod, F. Voelker (CERN & Geneva U.). 2003. Prepared for NuFact02: 4th International Workshop on Neutrino Factories, London, England, 1-6 Jul 2002.